# Mohanur
Mohanur es una ciudad y nagar Panchayat situada en el distrito de Namakkal en el estado de Tamil Nadu (India). Su población es de 14315 habitantes (2011). Se encuentra a orillas del río Kaveri, a 20 km de Namakkal y a 60 km de Erode.

## Demografía
Según el censo de 2011 la población de Mohanur era de 14315 habitantes, de los cuales 6995 eran hombres y 7320 eran mujeres. Mohanur tiene una tasa media de alfabetización del 80,67%, superior a la media estatal del 80,09%: la alfabetización masculina es del 87,,65%, y la alfabetización femenina del 74,04%.